# 北ヨーロッパ平野

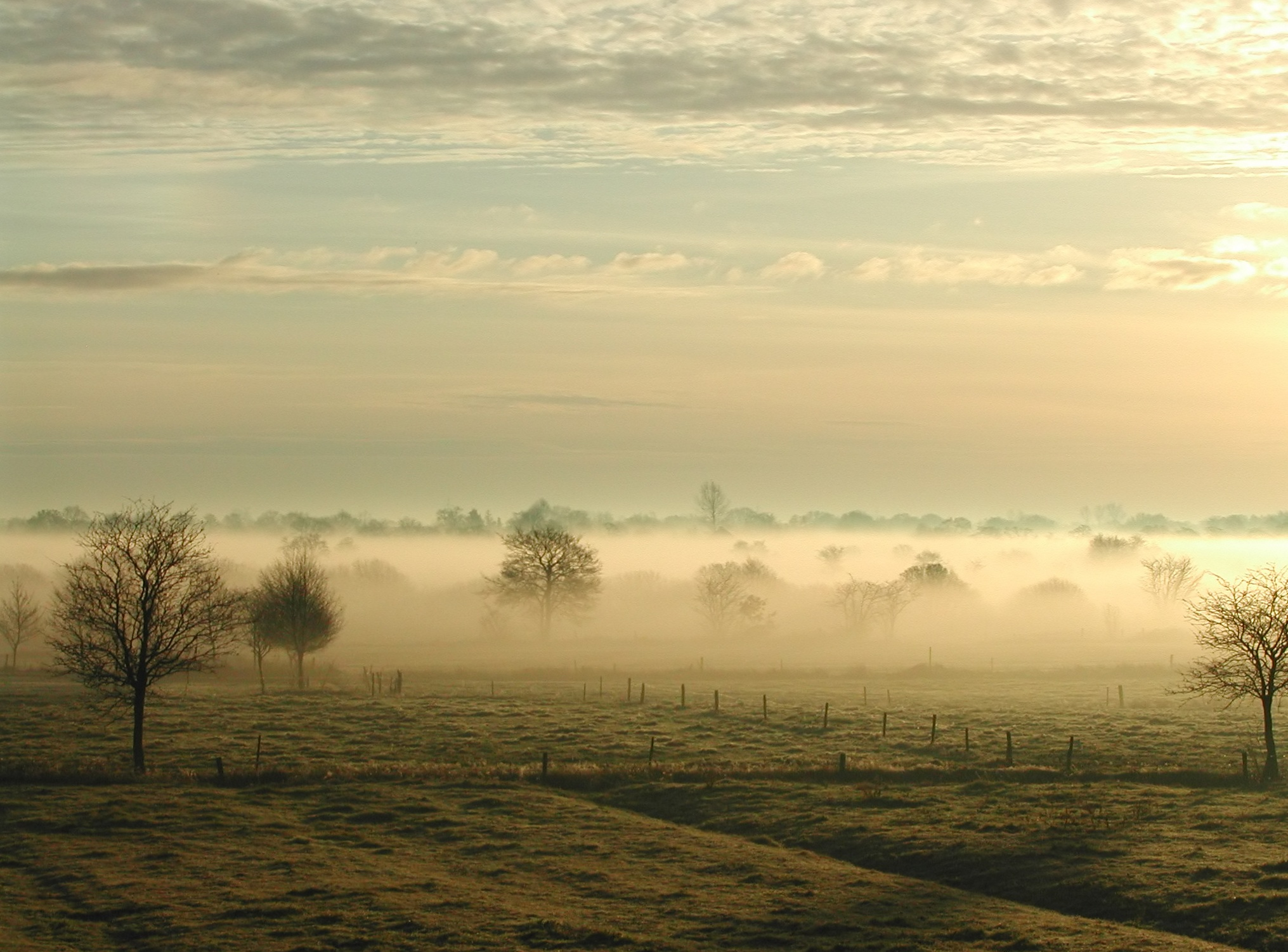
東フリジア（ドイツ北西部）の平野の朝霧

北ヨーロッパ平野の範囲

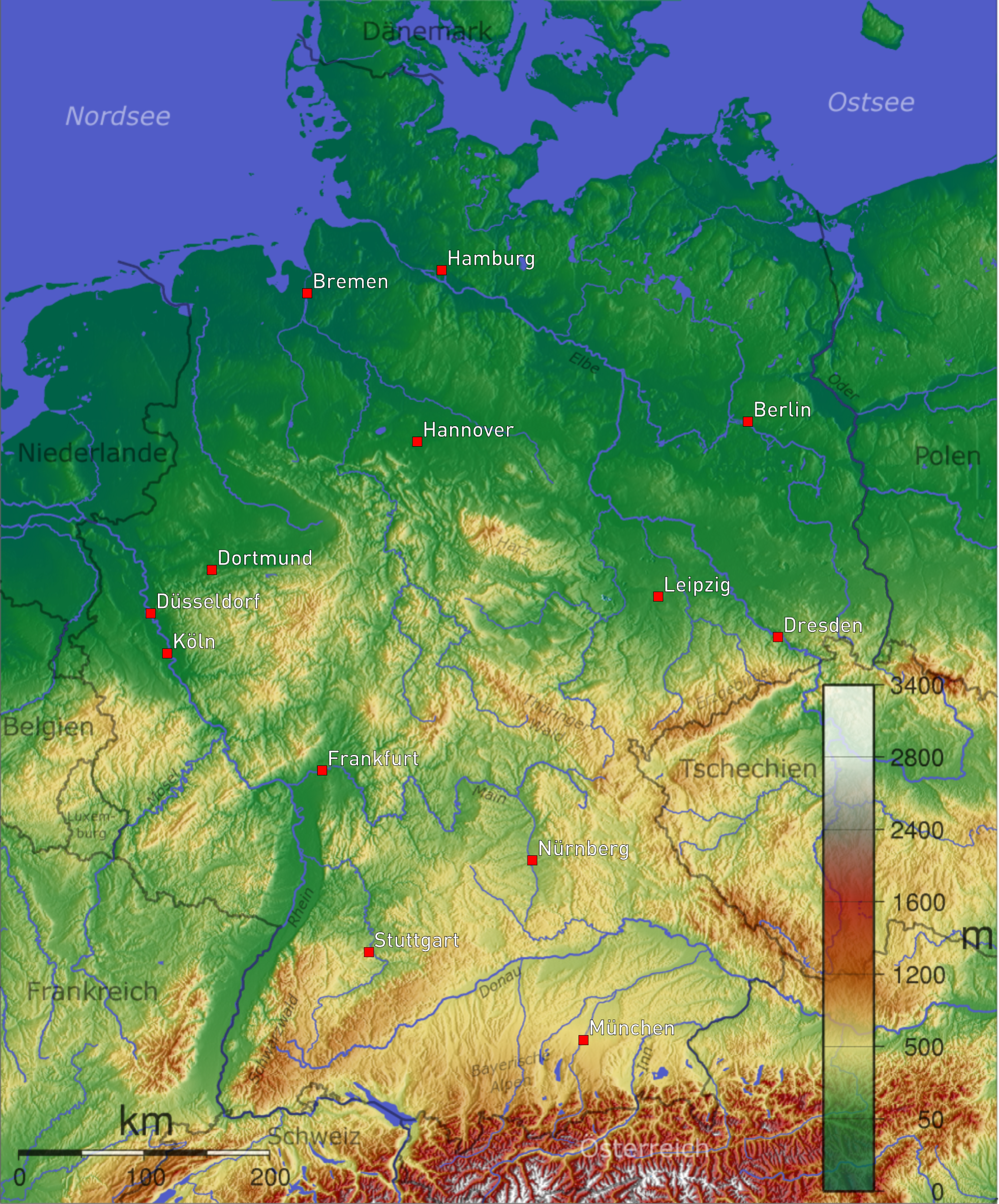
ドイツを中心にした地形図

北ヨーロッパ平野（きたヨーロッパへいや、北ヨーロッパ平原（きたヨーロッパへいげん、ドイツ語:Norddeutsches Tiefland、 ポーランド語:Niż Środkowoeuropejski、オランダ語:Noord-Europese Laagvlakte、フランス語:Plaine d'Europe du Nord、デンマーク語:Nordeuropæiske Lavland) は中央ヨーロッパ北部に広がる平野。
中央ヨーロッパ高地やズデーテン山地・カルパティア山脈の北、および北海・バルト海の南を東西に伸びており、ベルギー、オランダ、ドイツ、デンマーク、ポーランドの各国にまたがる。東は東ヨーロッパ平原へとつながり、併せてヨーロッパ平原を構成する。ドイツ北部の平野は北ドイツ平野（Norddeutsches Tiefland, 北ドイツ低地）、ポーランドの平野はポーランド平野（Niż Polski）とも呼ばれる。
標高は海抜0メートルから海抜200メートルで、主に森林と農地として利用されるが、沼、湖、ヒース（荒地）なども散在する。
北の海岸沿いには砂丘、および干潟や潟湖が広がる。北海沿岸ではエムス川・ヴェーザー川・エルベ川が流入するワッデン海、バルト海沿岸ではオーデル川河口のシュチェチン湾、ヴィスワ川河口のヴィスワ湾（ヴィストゥラ潟）、ネマン川河口のクルシュ海（クルシュ潟）などが代表的なものである。平野の西部のライン川河口付近はネーデルラント（低地地方）と呼ばれてきた。
北ヨーロッパ平野には氷河地形が残る。最終氷期にはスカンジナビアから伸びる氷床の南端があり、氷河が削った後にできたモレーンや波型の谷、氷床の辺縁に沿って川が流れた跡である東西方向の幅の大きな谷（ウーアシュトロームタール、Urstromtal）が形成された。ドイツ北部やポーランドを流れる大河はこうした谷に沿って流れている。